# 白醤油
白醤油（しろしょうゆ）とは、小麦粉を主原料とする琥珀色の醤油である。主に愛知県の西三河地域で作られている。

## 概要
普通の醤油は小麦と大豆を等量で作るが、白醤油は小麦と大豆の比率を 9:1 ないし 8:2 のように小麦を多く使って作られる醤油であり、糖分が多く、琥珀色で透明な調味料である。つゆや鍋料理などに使われる。金山寺味噌を作る際に出る汁を調味料として使ったのが始まりで、発祥地は江戸時代後期の1802年に三河国碧海郡大浜村の北部（のちに分立して北大浜村→新川町。現・碧南市新川町など）あるいは1811年以降の尾張国愛知郡山崎村（現・名古屋市南区山崎町）とされる。
なお、日本農林規格（JAS）で「しょうゆ」は「大豆（脱脂加工大豆を含む。以下同じ。）若しくは大豆及び麦、米等の穀類」から作ることとされており、大豆を一切使わずに同様の製法で作った調味料は醤油と名乗ることはできない。
戦時統制下において大豆が不足すると、米を原料とする白醤油の開発も行われ、碧海郡新川町（現・碧南市）の鳥新商店（ヤマシン醸造）が量産した。